# Кёйф, Маринюс
Маринюс Кёйф (нидерл. Marinus Kuijf; род. 12 февраля 1960) — нидерландский шахматист, международный мастер (1983).
Чемпион Нидерландов (1989). В составе национальной сборной участник 28-й Олимпиады (1988) в Салониках, 2-го командного чемпионата мира (1989) в Люцерне и 10-го командного чемпионата Европы (1992) в Дебрецене.